# Csink János

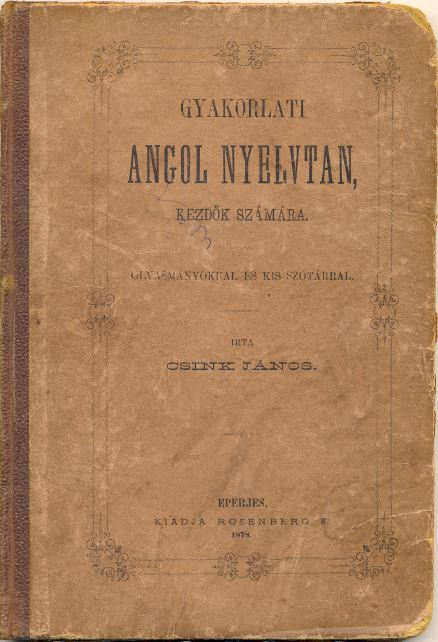
Gyakorlati angol nyelvtan kezdők számára. Eperjes, 1878.

Csink János (Duránd, 1823. november 5. – Eperjes, 1905. november 26.) nyelvész, evangélikus tanító, az első magyar nyelvű angol nyelvkönyv írója. Jogászdiplomával rendelkezett, de az 1848/49. évi szabadságharcban vállalt tevékenysége miatt eltiltották az ügyvédkedéstől. Elsősorban tanítóként, iskolaszervezőként és nyelvtanárként dolgozott, írói munkássága is e területekhez kapcsolódik.

## Életútja

### Tanulmányai
Csink János a szepesi városok egyikében, Durándon született. Édesapja jómódú földbirtokos volt, aki feleségével Jozéfi Máriával dédelgető, gondos, vallásos szeretettel nevelték. 1834/35. iskolai évben, mint donatista az osgyáni gimnáziumba ment, hogy német ajkú, de magyar lelkű szülei örömére a magyar nyelvet is teljesen elsajátíthassa. Tanulmányait Késmárkon folytatta, 1844-ben kitüntetéssel végezte a jogot. Hasonló eredményt mutatott föl 1844/45-ben a teológiai tudományok összes ágazataiból. 1846. január 12-én felesküdött esküdtnek. Ugyanebben az évben Késmárkon Mattyasovszky József ügyvéd, majd Gideon Lajos királyi táblai előadó bíró mellett dolgozott. 1847. szeptember 23-án Pesten kapta meg ügyvédi oklevelét.
1848 és 49-ben, mint Duránd jegyzője élte át a forradalom dicsőséges, szép napjait, melyben úgyis, mint Szepes vármegye törvényhatósági bizottsági tagja, úgyis, mint a város kerületi képviselője, igen-igen tevékenyen vett részt, különösen a közös élelmezés és a szükséges fegyverek előállítása érdekében tanúsított, hazafias, saját életbiztonságát veszélyeztető szolgálatot.

### Emigrációban
A világosi fegyverletétel után külföldre menekült. Előbb Nógrád vármegyében bujdosott, mint órássegéd, amikor órát is javítania kellett! Majd október 29-én átlépte az osztrák határt. Boroszlóban elfogták, de két hónapi börtönfogság után elbocsátották, ahonnan Hamburgba jutott el, majd Belgiumon át folytatta útját, míg 1850. január 6-án Londonba meg nem érkezett. Itt, mint emigránst, kegyelem-kenyérrel kínálták, de azt nem fogadta el. Napszámban dolgozott - szűcs volt -  míg az angol nyelvet teljesen el nem sajátította. 1850. augusztus 25-én megnősült, felesége Alexander Marianna.
1851-ben felkereste John Runtz igazgatót, a Birkbeck-féle polgári-iskolák vezetőjét. Úgy megnyerte a kiváló pedagógus rokonszenvét, hogy ajánlatára a londoni magyar napszámosból az angol iskola francia nyelvtanára lett rövid idő alatt. 
1853-ban a Cityroad-Birkbeck iskolában segédtanító lett. 1855-ben már John-street Literary and Scientific Institution polgári iskolájában működött, mint igazgató (head-master), ahol egészen 1857. december 20-ig tanított oly kiváló eredménnyel, hogy amikor a hazajövetelre engedélyt kapott, akkor a hideg angol vér, a tőle szokatlan melegséggel búcsúzott el. A fönntartó hatóság ugyanis nem elégedett meg azzal, hogy távozásakor ünnepélyes búcsúnapot tartott és Shakespeare műveinek díszkötésű, illusztrált példányát adta emlékül számára, hanem ami a frázisokat éppen nem kedvelő angoloknál igen ritka dolog, egy igen meleg hangú, elismerő búcsúiratot is intézett hozzá, tanítványai pedig a magyar-angol jeles írónak arany tollat adtak emlékül.
Száműzetéséből 1858. január 6-án érkezett haza szülővárosába, Durándra. Innen csakhamar Késmárkra ment, hogy gondoskodjék a mindennapi kenyérről családja számára. Herczogh Dániel ügyvéd irodájának vezetését vállalta magára, míg terve szerint, a törvényes engedély megkapása után, saját maga irodát nem nyithat. 
De ez a terve, mint annyi más, hajótörést szenvedett. Hiába igazolta Duránd város elöljárósága 1858. július 28-án keltezett okmányban, hogy mint ügyvéd 1847-, 48- és 49-ben a megyei bíróságok előtt peres feleket képviselt, hogy ügyvédi oklevelét szabályszerűen kihirdették, hogy állampolgársága kétségbevonhatatlan, Csink Jánost a hatalmi szó az ügyvédi gyakorlattól eltiltotta.

### Újrakezdés
1858. október 1-jétől a késmárk III–IV. osztályos elemi iskola vezetését vállalta magára 1859. június végéig. 1859. június 29-től 1868. június 30-ig a kassai elemi iskola tanítója volt. Hogy mennyire kivívta polgártársainak közbecsülését, azt igazolja az a tény, hogy beválasztották Kassa város törvényhatósága tagjai sorába. Itt egy tanügyi lapot is szerkesztett Az Iskola címmel. Már 1861-ben a kassai kereskedelmi testület megválasztotta őt 400 forint tiszteletdíj mellett a kereskedelmi vasárnapi iskola tanítójává. Az Assahegyaljai Kovamalomkő, Ásványtermény és Gőzmalom Részvénytársaság választotta meg társulati igazgatójának Szegimalomban. Fizetése 1500 forint, nyereség, kert, lakás és szántóföld használatából állott. 1870. április 13-án a Szepesi Hitel- és Iparbank választotta meg főkönyvelőjének Lőcsére, hasonlóképp jó fizetéssel. Ő mégis elfogadta az eperjesi iskolamesteri állást 386 forint fizetésért. Mint az elemi iskola tanítója, hozzálátott a polgári leányiskola szervezéséhez, 1874-ben már háromosztályos, virágzó polgári leányiskolát vezetett két elemi osztállyal. 1874-ben körülbelül húszezer koronát gyűjtött az iskola céljaira.
1888-ban a durándi egyházközség a városi gyermekkert alapítása, valamint a tanügy terén való szolgálatai által szerzett érdemeinek méltatásaként tiszteletbeli egyházi felügyelőnek választotta meg, 1899-től pedig tiszteletbeli egyháztanácsosa volt az iránta hálás egyházának is. Az 1899-es iskolai év befejeztével vonult nyugalomba. 1905-ben hunyt el, Eperjesen temették el.

## Munkái
1. A compleíe practical grammar of the hungarian language with exercises, selections from the best authors, and vocabulaires. To which is added a historical sketsh of Hungarian literature. London, 1853. (2. kiadás, Forgotten Books, 2012.)
2. Mértékek és pénzdarabok tabellái. Kassa, 1860.
3. Olvasókönyv a polgári iskola számára. Kassa, 1861. Két kötet.
4. Lehrbuch für Bürgerschulen. Kassa, 1862.
5. Az eperjesi ev. leányiskola szervezési terve. Eperjes, 1873.
6. Der Kindergarten, seine Einrichtung und Aufgabe. Eperjes, 1873.
7. Leitfaden für den Unterricht der deutschen Sprache. Eperjes, 1873.
8. Leitfaden für den Unterricht ili der schulen. Eperjes, 1876. Három rész.
9. Naturgeschichte fiir Volks- Geographie. Eperjes, 1874.
10. Unterricht in der Religion. Eperjes, 1876.
11. Leitfaden der Stillehre. Eperjes, 1876.
12. Magyar-német nyelvgyakorló könyv a nép- és polgári iskolák számára. Eperjes, 1876. Két rész. (2. kiadás, 1878., 3. kiadás. 1884. Eperjes)
13. Vezérfonal a földrajz oktatásához.  Eperjes, 1877-79. Két rész. (I. folyam. Eperjes és környéke. II. Eperjes. Sárosmegye. III. Magyarország. IV. Európa. V. Ázsia, Afrika, Amerika, Ausztrália leirása. VI. A Föld, mint égitest és a naprendszer.)
14. Oktatás a vallástanban.  (I. Bibliai történet. II. Hit- és erkölcstan.) Eperjes, 1881-82. Két rész.
15. Gyakorlati angol nyelvtan kezdők számára.  Eperjes, 1878.
16. Magyar nyelvtan iskolai használatra. I. folyam. A mondattan elemei. II. folyam. Szóragozás.  Eperjes, 1884.
17. Két kötet egyházi beszéd.
18. Spruchs-Orts-Eigennamen, Register der heil. Schrift. 1880-1881. Töredék.
19. Nomina propria Librorum sacrorum eorumque significatio, atque virorum in libris sacris commemorata Ex libris sacris congessit. Eperjes, 1880-1890.